# Pristimantis gracilis
Pristimantis gracilis es una especie de anfibio anuro de la familia Craugastoridae.

## Distribución
Esta especie es endémica de Colombia. Habita entre los 1680 y 2320 m de altitud:
- en la vertiente oriental de la Cordillera Occidental en los departamentos de Valle del Cauca, Risaralda y Antioquia;
- en la vertiente occidental de la Cordillera Central en los departamentos de Caldas y Antioquia.[4]

## Descripción
Los machos miden de 24.9 a 30.5 mm y las hembras de 36.7 a 43.9 mm.

## Publicación original
- Lynch, 1986 : New species of Eleutherodactylus of Colombia (Amphibia: Leptodactylidae). 2. Four species from the cloud forests of the western Cordilleras. Caldasia, Bogotá, vol. 15, p. 629-647[5]